# União, Progresso e Democracia
União, Progresso e Democracia (em espanhol: Unión, Progreso y Democracia; UPyD segundo os seus estatutos, mas também conhecido como UPD) é um partido político espanhol fundado em 2007. A sua plataforma é baseada principalmente na defesa do centralismo, progressismo e no laicismo.
Nas eleições gerais de 2008 foi um deputado do círculo eleitoral de Madrid, na pessoa da sua cabeça da lista e ex-líder do PSOE, Rosa Díez, dando um total de 306.079 votos e se tornou a quinta força política pelo número de votos da Espanha. Entre seus seguidores estão professor e ex-presidente do Fórum de Ermua Mikel Buesa e filósofos Carlos Martínez Gorriarán e Fernando Savater. Actualmente, de acordo com fontes, tem 2233 membros em toda a Espanha.
Mikel Buesa em uma apresentação do partido em 2007 e Rosa Díez em uma entrevista jornalística em 2007 terem explicado o significado dos três conceitos que compõem a denominação do partido: União devido à sua "defesa incondicional da unidade da Espanha como garante da igualdade perante a lei dos espanhóis". Progresso porque alegam ser "um partido progressista de raiz social-liberal e respeitoso com a liberdade individual". E Democracia devido ao seu "compromisso com a regeneração radical da democracia".

## Origem
No sábado, 19 de maio de 2007 reuniu 45 pessoas em San Sebastian para discutir a necessidade e a possibilidade da criação de um novo partido político, que abordou os dois principais partidos a nível nacional: o PP e o PSOE. Na reunião, a maioria das pessoas presentes eram bascos, muitos deles com longa experiência em organizações políticas, sindicais e cívicas, em muitos casos a partir do campo da esquerda, mas também tradição liberal e cidadania. Após essa reunião, decidiu lançar um projeto político nacional. 
Para fazer isso a primeira coisa que fizemos foi criar uma parceria, a Plataforma Pro Esta apresentação deu palestras em toda a Espanha do projeto descrevendo os objectivos do partido para ser criada.
Nas eleições de 20 de novembro de 2011 o partido obteve quase 5% dos votos, elegendo 5 deputados.

## Resultados eleitorais

### Eleições legislativas
| Data | CI.  | Votos     | %             | +/-  | Deputados | +/-     | Status            |
| ---- | ---- | --------- | ------------- | ---- | --------- | ------- | ----------------- |
| 2008 | 6.º  | 306 079   | 1,19 / 100,00 |      | 1 / 350   | 1       | Oposição          |
| 2011 | 4.º  | 1 143 225 | 4,70 / 100,00 | 3,51 | 5 / 350   | 4       | Oposição          |
| 2015 | 11.º | 155 153   | 0,62 / 100,00 | 4,08 | 0 / 350   | 5       | Extra-parlamentar |
| 2016 | 12.º | 50 247    | 0,21 / 100,00 | 0,41 | 0 / 350   | Estável | Extra-parlamentar |

### Eleições europeias
| Data | CI. | Votos     | %             | +/-  | Deputados | +/- |
| ---- | --- | --------- | ------------- | ---- | --------- | --- |
| 2009 | 5.º | 451 866   | 2,85 / 100,00 |      | 1 / 54    | 1   |
| 2014 | 5.º | 1 022 232 | 6,51 / 100,00 | 3,66 | 4 / 54    | 3   |